# Chałupska (województwo kujawsko-pomorskie)
Chałupska – wieś w Polsce położona w województwie kujawsko-pomorskim, w powiecie mogileńskim, w gminie Mogilno.

## Podział administracyjny
W latach 1975–1998 miejscowość administracyjnie należała do województwa bydgoskiego.

## Demografia
Według Narodowego Spisu Powszechnego (III 2011 r.) liczyła 26 mieszkańców. Jest 51. co do wielkości miejscowością gminy Mogilno.

## Rekreacja
Na terenie wsi znajduje się pole obozowe dla harcerzy. Corocznie, począwszy od 1993 roku, odbywają się tu obozy harcerskie. Są one organizowane w lipcu i składają się z 4 turnusów.